# Роджер Бенсон
Роджер Бенсон (повне ім'я Roger Bernard James Benson, нар. 1983, Ноттінгем, Велика Британія) — британський палеобіолог. Фахівець з еволюції мезозойських хребетних. Більшість наукових праць стосуються анатомії та систематики тероподів.
Народився 1983 у Ноттінгемі, Велика Британія. Виріс у Гілфорді.
Середню освіту здобув у гілфордській Royal Grammar School. Ступінь бакалавра з природничих наук здобув у кембриджському коледжі Триніті Хол (Trinity Hall). Ступінь магістра із систематики та біорізноманіття (Systematics and Biodiversity) в Імперському коледжі Лондона. Ступінь доктора філософії здобув на Кафедрі природничих наук (Department of Earth Sciences) Кембриджа з роботою «The taxonomy, systemics, and evolution of the British thropod dinosaur Megalosaurus». Зараз науковий працівник при Триніті-коледжі та Кафедрі природничих наук Кембриджа (Department of Earth Sciences).